# Jean-Talon (métro de Montréal)
Pour les articles homonymes, voir Jean-Talon.
Jean-Talon est une station de correspondance du métro de Montréal, située sur la ligne orange et sur la ligne bleue. Elle est accessible par la rue Berri et la rue Jean-Talon, à proximité du quartier de la Petite Italie, sur les limites des arrondissements Rosemont–La Petite-Patrie et Villeray–Saint-Michel–Parc-Extension, à Montréal, dans la province de Québec au Canada
Mise en service en 1966, elle est une station de correspondance, entre les lignes orange et bleue, depuis 1986. Elle est desservie par plusieurs lignes de bus de nuit et de jour. Elle est accessible aux personnes handicapées par l'accès du 430 rue Jean-Talon qui est équipé d'ascenseurs.

## Situation sur le réseau

Plan du métro en 2020.

La station souterraine Jean-Talon du métro de Montréal dispose de deux stations, en correspondances, reliées entre elles par des couloirs souterrains :
- La station Jean-Talon de la ligne orange est située entre les stations Beaubien, en direction du terminus Côte-Vertu, et Jarry, en direction du terminus montmorency [3],[4].

- La station Jean-Talon de la ligne bleue entre les stations Fabre, en direction du terminus Saint-Michel, et De Castelnau, en direction du terminus Snowdon[3],[4].

## Histoire
La station Jean-Talon de la ligne orange est inaugurée le 14 octobre 1966, elle fait partie du réseau original du métro. Due aux architectes Duplessis, Labelle et Derome, elle est représentative du style austère des stations de la section nord-sud de la ligne. Construite en tunnel, la station est revêtue de carreaux blanchâtres au niveau des deux quais qui encadrent les deux voies. La mezzanine située au-dessus repose sur des piliers en acier inoxydable dépoli. Le nom de la station provient de la rue Jean-Talon située à proximité. Celle-ci fut nommée en l'honneur de Jean Talon, premier intendant de la Nouvelle-France.
La station Jean-Talon de la ligne bleue est inaugurée le 16 juin 1986. Elle est due à l'architecte Gilbert Sauvé du Bureau de transport métropolitain. Station souterraine, elle dispose de deux tunnels situés l'un au-dessus de l'autre, disposant chacun d'une voie et d'un quai. Ce procédé a été utilisé pour éviter la fermeture de la station orange lors de la construction. Des couloirs ont été construits pour relier les quais des deux stations et les accès.
En 2021, le transit annuel de l'ensemble de la station est de 2 398 879 entrants.

## Services aux voyageurs

### Édicules et accueil
- Édicule A: 522, rue Jean-Talon Est
- Édicule B: 7100, rue Berri
- Édicule C: 430, rue Jean-Talon Est
- Édicule D: 780 rue Jean-Talon Est

L'édicule A comporte une seule sortie vers la rue Jean-Talon Est. Un tunnel relis la Tour Jean-Talon et la rue de Châteaubriand à la station.
L'édicule B comporte deux sorties: une vers la rue Berri et l'autre vers la rue Jean-Talon Est.
L'édicule C comporte une seule sortie vers la rue Jean-Talon Est. Un ascenseur permet aux personnes à mobilité réduite de rejoindre la mezzanine.
L'édicule D comporte une sortie vers la rue Jean-Talon Est proche de la rue Saint-Hubert.

### Desserte ligne orange
La station Jean-Talon orange est desservie par les rames de la ligne orange. En direction de Montmorency de 6 h 2 à 1 h 5 (semaine et dimanche) et à 1 h 35 (samedi).  En direction de Côte-Vertu de 5 h 36 à 0 h 45 (semaine et dimanche) et à 1 h 15 (samedi). La fréquence de passage des rames est : en semaine, de trois à cinq minutes en heures de pointe (7 h à 9 h et 16 h à 18 h) et de quatre à dix minutes hors heures de pointe ; les samedi et dimanche, de six à douze minutes sur l'ensemble de l'ouverture.

Station ligne orange
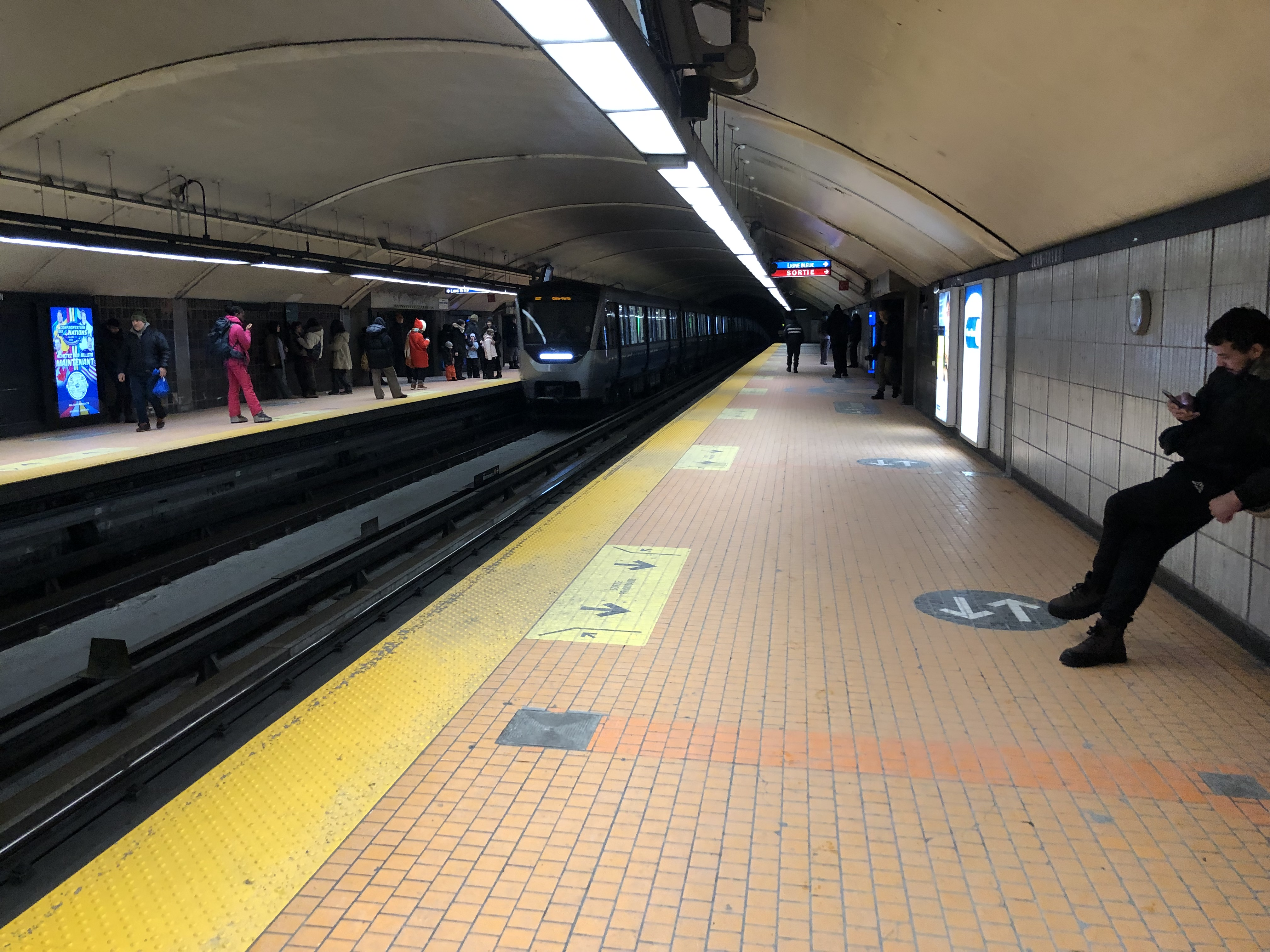
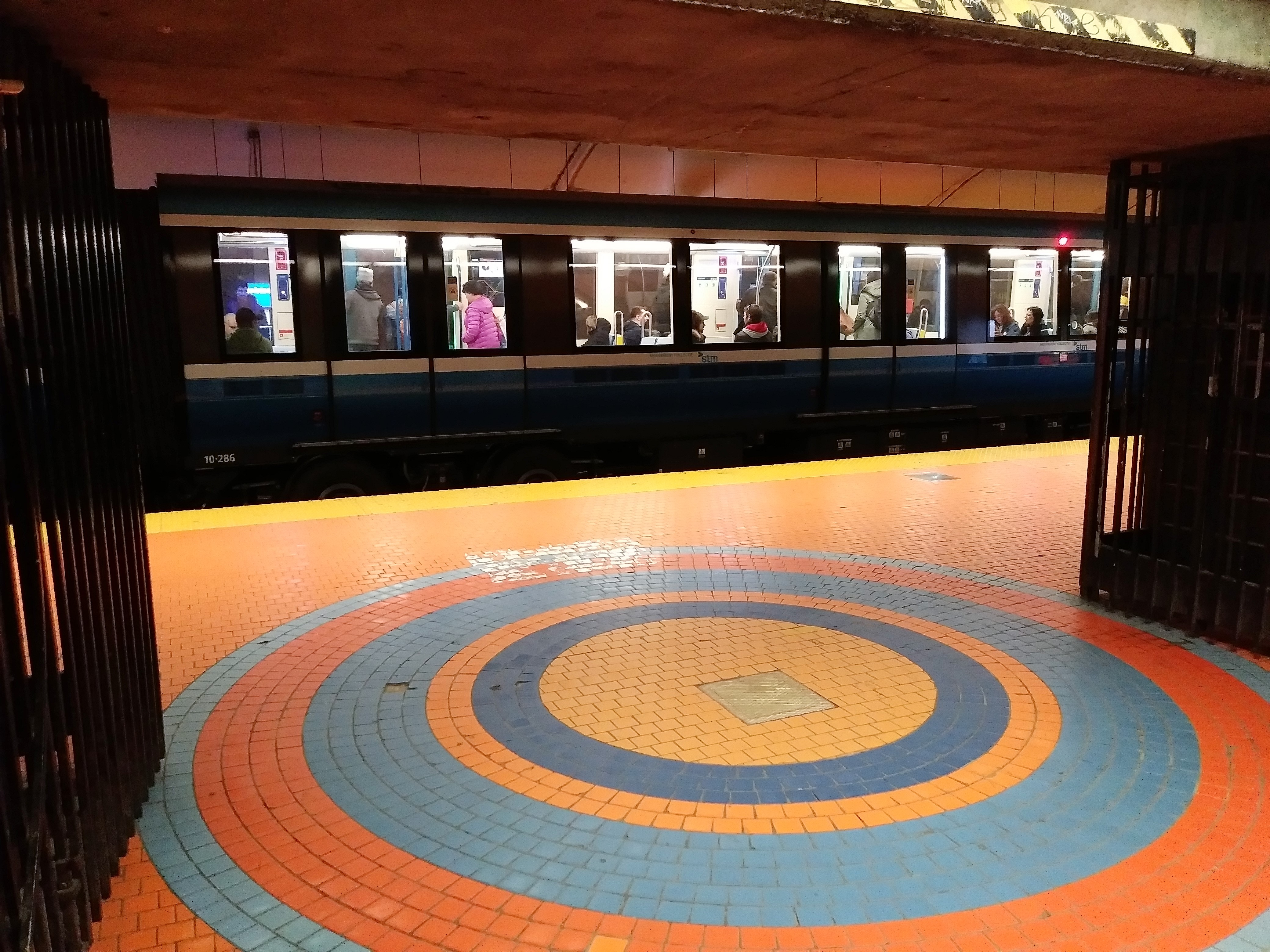
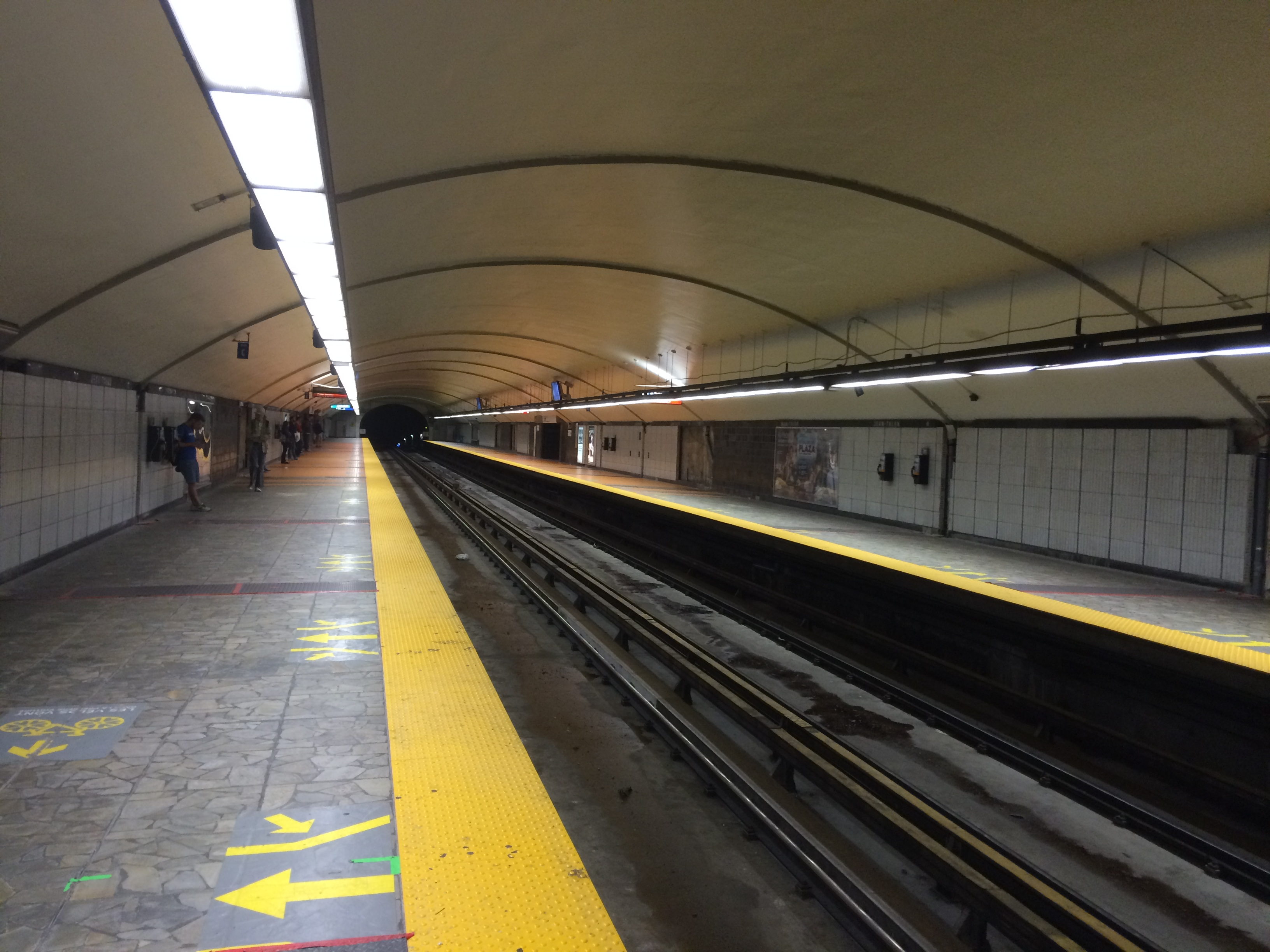

### Desserte ligne bleue
La station Jean-Talon bleue est desservie par les rames de la ligne bleue. En direction de Snowdon de 5 h 33 à 0 h 48 (semaine et dimanche) et à 1 h 18 (samedi).  En direction de Saint-Michel de 5 h 40 à 0 h 55 (semaine et dimanche) et à 1 h 25 (samedi). La fréquence de passage des rames est : en semaine, de trois à cinq minutes en heures de pointe (7 h à 9 h et 16 h à 18 h) et de cinq à dix minutes hors heures de pointe ; les samedi et dimanche, de huit à onze minutes sur l'ensemble de l'ouverture.

Station ligne bleue
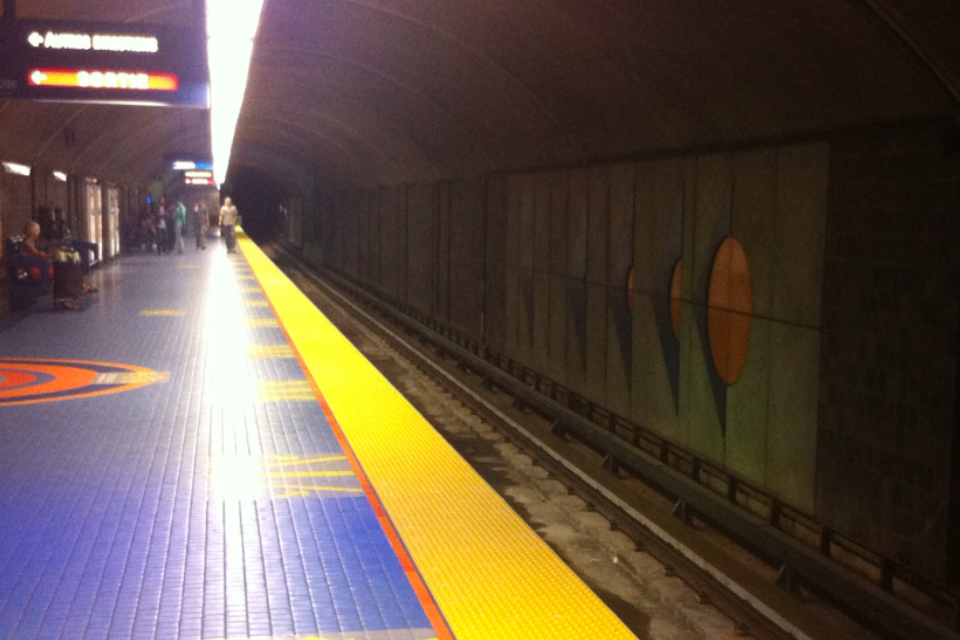
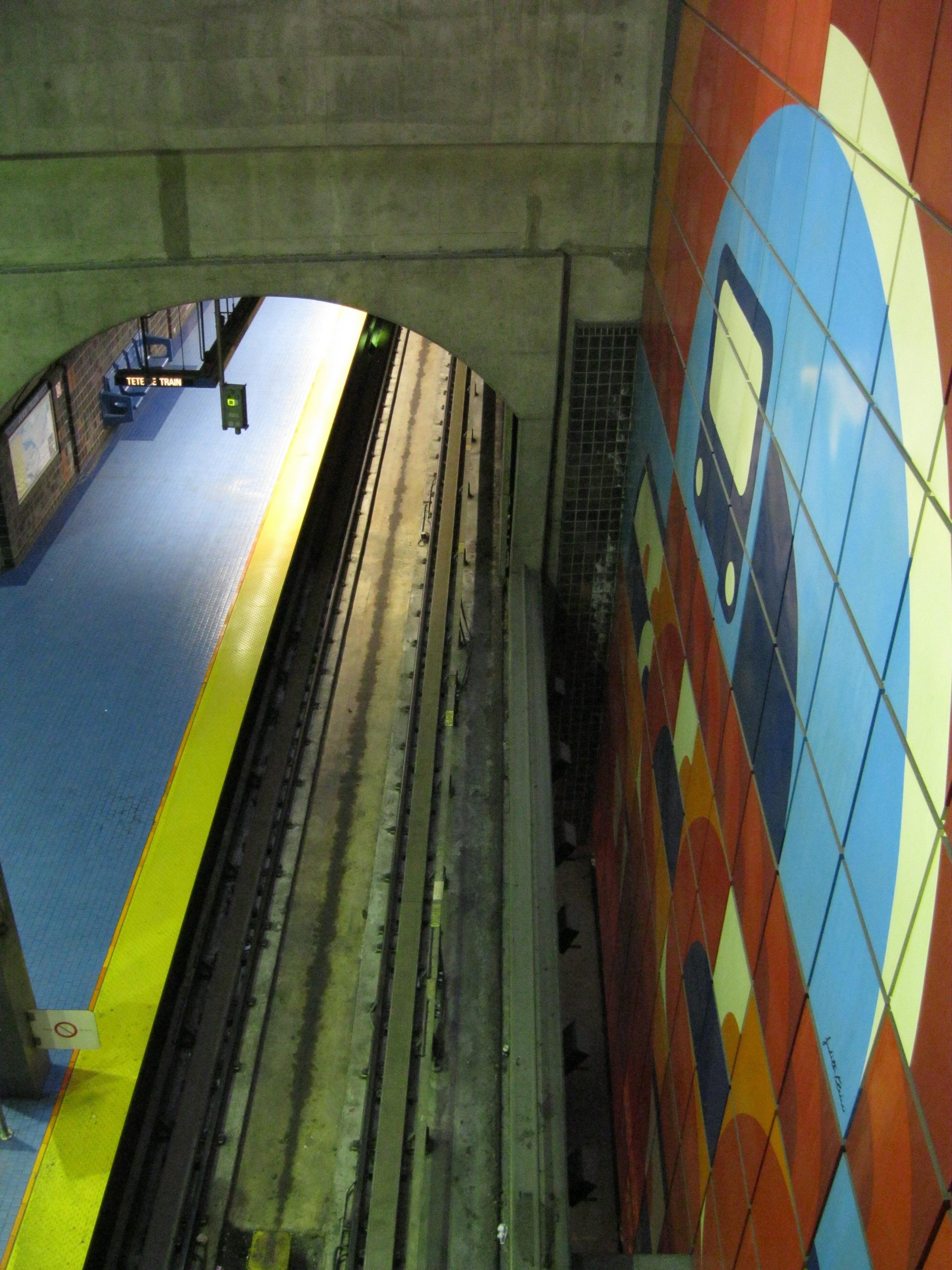
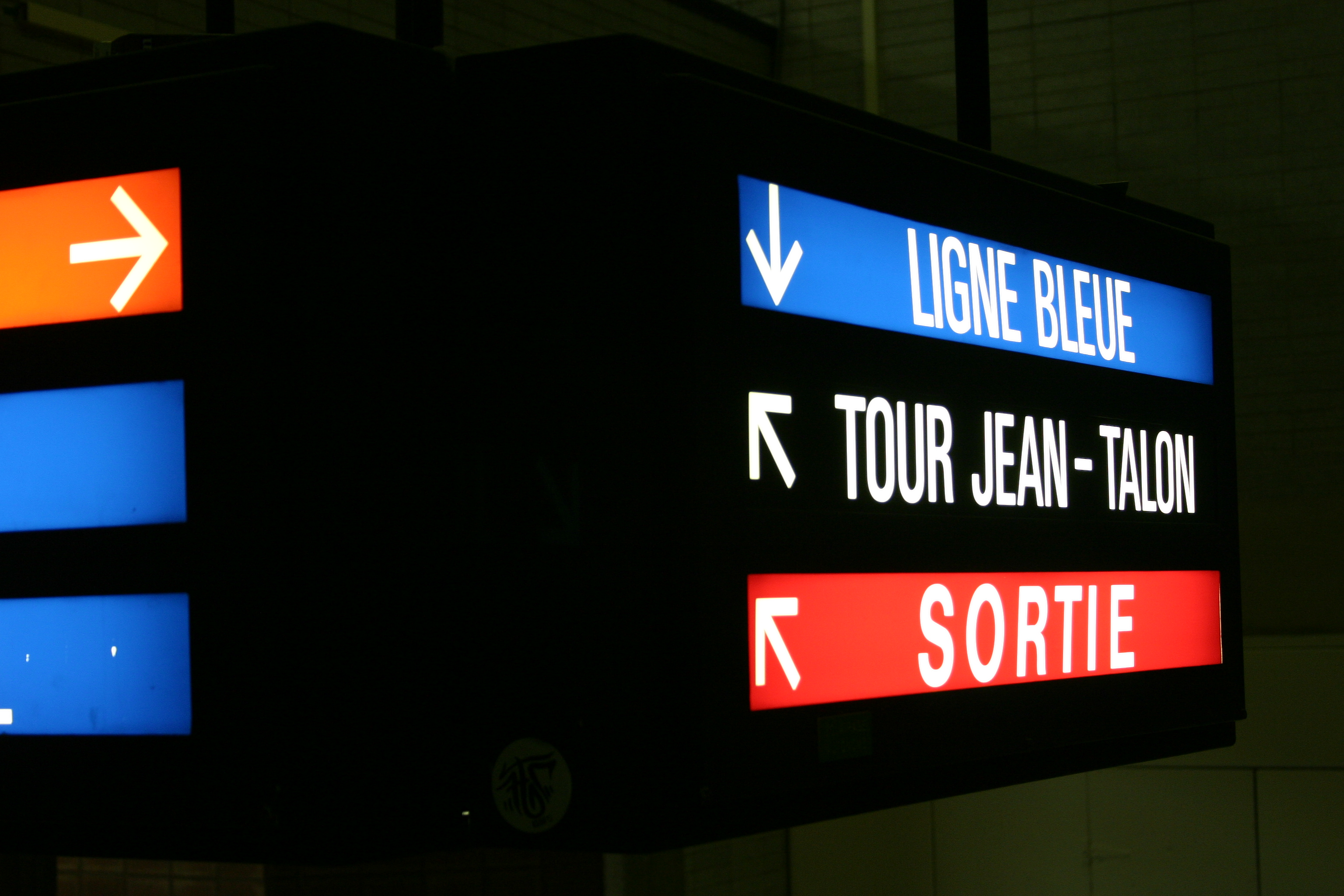
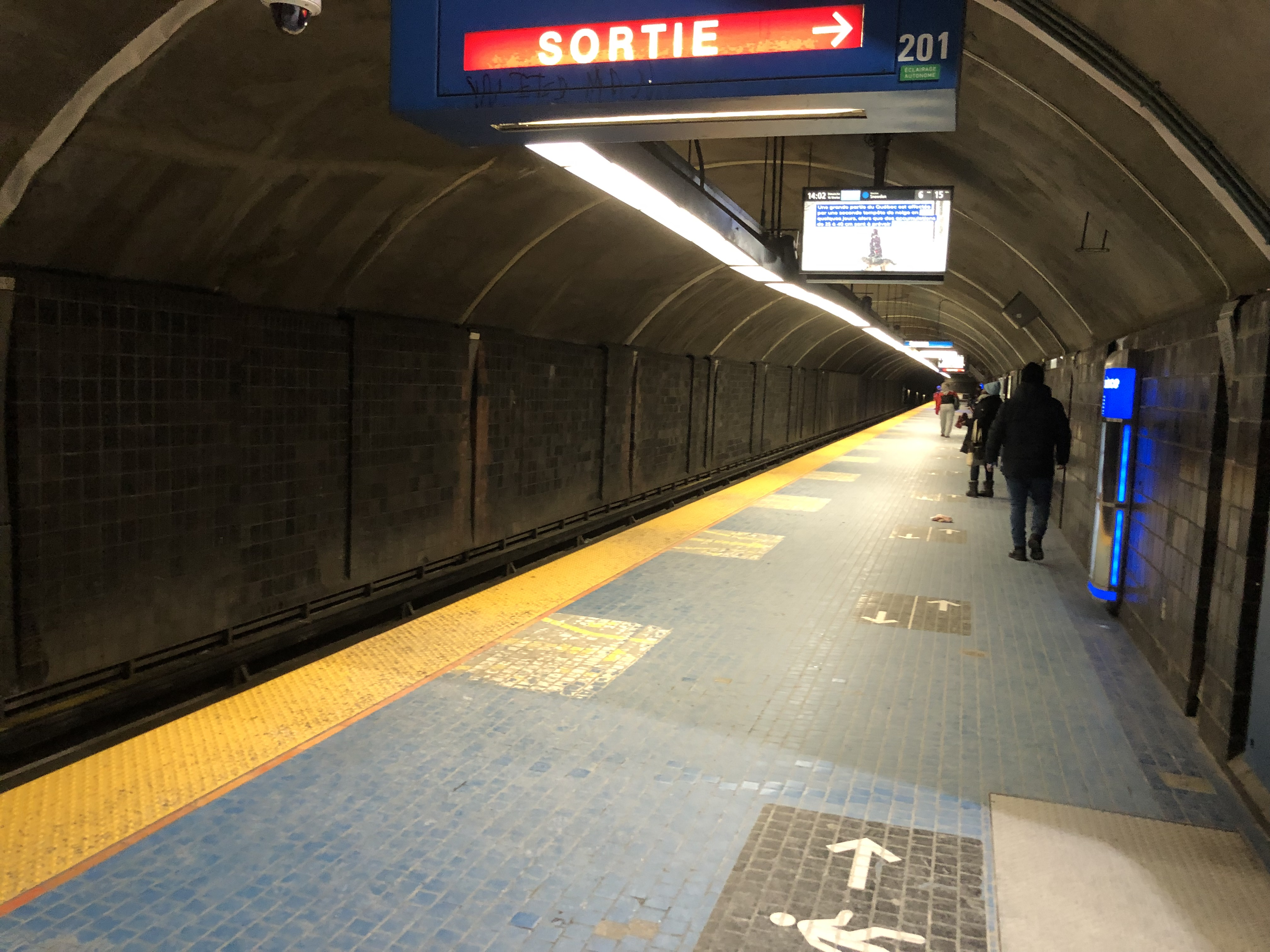

### Lignes de bus
| Numéros | Noms                     | Service |
| ------- | ------------------------ | ------- |
| 30      | Saint-Denis/Saint-Hubert | De Jour |
| 31      | Saint-Denis              | De Jour |
| 92      | Jean-Talon Ouest         | De Jour |
| 93      | Jean-Talon               | De Jour |
| 95      | Bélanger                 | De Jour |
| 99      | Villeray                 | De Jour |
| 361     | Saint-Denis              | De Nuit |
| 372     | Jean-Talon               | De Nuit |

## À proximité
- Plaza Saint-Hubert
- Marché Jean-Talon
- Tour Jean-Talon
- Centre culturel italien du Québec
- Église de la Madonna della Difesa
- La Petite Italie